# Danger Force/Episodenliste
Diese Episodenliste enthält alle Episoden der US-amerikanischen Comedy-Fernsehserie Danger Force, sortiert nach ihrer US-amerikanischen Erstausstrahlung. Ihre Premiere hatte die Serie am 28. März 2020 auf dem Fernsehsender Nickelodeon, während die deutschsprachige Erstausstrahlung am 20. August 2020 auf Nick Deutschland stattfand.

## Übersicht
| Staffel | Episodenanzahl | Erstausstrahlung USA | Erstausstrahlung USA | Deutschsprachige Erstausstrahlung | Deutschsprachige Erstausstrahlung |
| Staffel | Episodenanzahl | Staffelpremiere      | Staffelfinale        | Staffelpremiere                   | Staffelfinale                     |
| ------- | -------------- | -------------------- | -------------------- | --------------------------------- | --------------------------------- |
| 1       | 26             | 28. März 2020        | 17. Juli 2021        | 20. August 2020                   | 21. Oktober 2021                  |
| 2       | 26             | 23. Oktober 2021     | 7. Juli 2022         | 23. Mai 2022                      | 14. November 2022                 |
| 3       | 13             | 20. April 2023       | 21. Februar 2024     | 7. Mai 2023                       | 12. März 2024                     |

## Staffel 1
Staffel 1 von Danger Force (USA): 28. März 2020 bis zum 17. Juli 2021 – auf Nickelodeon U.S.
Staffel 1 von Danger Force (Deutschland): 20. August 2020 bis zum 21. Oktober 2021 – auf Nick Deutschland
| Nr. (ges.) | Nr. (St.) | Deutscher Titel               | Originaltitel                    | Erstausstrahlung USA | Deutschsprachige Erstausstrahlung (D) | Regie             | Drehbuch                             | Prod. Code |
| ---------- | --------- | ----------------------------- | -------------------------------- | -------------------- | ------------------------------------- | ----------------- | ------------------------------------ | ---------- |
| 1          | 1         | Eine neue Ära                 | The Danger Force Awakens         | 28. März 2020        | 1. Okt. 2020                          | Mike Caron        | Christopher J. Nowak                 | 101        |
| 2          | 2         | Der Name ist Programm         | Say My Name                      | 3. Apr. 2020         | 8. Okt. 2020                          | Adam Weissman     | Jake Farrow                          | 103        |
| 3          | 3         | Die Lizenz zum Lehren         | Captain Mayonnaise               | 11. Apr. 2020        | 15. Okt. 2020                         | Adam Weissman     | Jake Farrow                          | 102        |
| 4          | 4         | Die Schurken-Nacht            | Villains' Night                  | 18. Apr. 2020        | 22. Okt. 2020                         | Michael D. Cohen  | Andrew Thomas                        | 104        |
| 5          | 5         | Bose allein zu Haus           | Mime Games                       | 25. Apr. 2020        | 29. Okt. 2020                         | Russ Reinsel      | Sam Becker                           | 105        |
| 6          | 6         | Quaran-kini                   | Quaran-kini                      | 9. Mai 2020          | 20. Aug. 2020                         | Mike Caron        | Sam Becker                           | 999        |
| 7          | 7         | Chapas Schwarm                | Chapa's Crush                    | 1. Aug. 2020         | 15. Apr. 2021                         | David Kendall     | Jessica Poter                        | 106        |
| 8          | 8         | Kid ist zurück                | Return of the Kid                | 7. Nov. 2020         | 20. Mai 2021                          | Mike Caron        | Jake Farrow                          | 109        |
| 9          | 9         | Die Petze                     | Mika in the Middle               | 14. Nov. 2020        | 29. Apr. 2021                         | Mike Caron        | Nathan Knetchel                      | 108        |
| 10         | 10        | Der Streiche-Streit: Teil 1   | The Thousand Pranks War: Part I  | 21. Nov. 2020        | 6. Mai 2021                           | Mike Caron        | Angela Yarbrough                     | 110        |
| 11         | 11        | Der Streiche Streit: Teil 2   | The Thousand Pranks War: Part II | 28. Nov. 2020        | 13. Mai 2021                          | Mike Caron        | Angela Yarbrough                     | 111        |
| 12         | 12        | Der alte Fluch: Teil 1        | Down Goes Santa: Part I          | 12. Dez. 2020        | 24. Dez. 2021                         | Mike Caron        | Nathan Knetchel                      | 112        |
| 13         | 13        | Der alte Fluch: Teil 2        | Down Goes Santa: Part II         | 18. Dez. 2020        | 24. Dez. 2021                         | Mike Caron        | Sam Becker                           | 113        |
| 14         | 14        | Gebrochene Versprechen        | Vidja Games                      | 23. Jan. 2021        | 1. Juli 2021                          | Evelyn Belasco    | Andrew Thomas                        | 114        |
| 15         | 15        | Freundschaftstest             | Test Friends                     | 30. Jan. 2021        | 8. Juli 2021                          | Elvira Ibragimova | Samantha Martin                      | 115        |
| 16         | 16        | Lil' Dynomite                 | Lil' Dynomite                    | 6. Feb. 2021         | 15. Juli 2021                         | Evelyn Belasco    | Jake Farrow                          | 116        |
| 17         | 17        | Mitarbeiterin des Monats      | Monsty                           | 20. Feb. 2021        | 29. Juli 2021                         | Russ Reinsel      | Nick Dossman & Shamar Michael Curry  | 118        |
| 18         | 18        | Wer fängt mehr Verbrecher?    | Twin It to Win It                | 27. Feb. 2021        | 22. Juli 2021                         | Mike Caron        | Christopher J. Nowak                 | 117        |
| 19         | 19        | Strahlende Katze              | Radioactive Cat                  | 6. März 2021         | 5. Aug. 2021                          | Evelyn Belasco    | Angelena Yarbrough                   | 119        |
| 20         | 20        | Miles hat Visionen            | Miles Has Visions                | 13. März 2021        | 12. Aug. 2021                         | Adam Weissman     | Sam Becker                           | 120        |
| 21         | 21        | Die Rückkehr des Monsieur Man | Captain Man Strikes Out          | 12. Juni 2021        | 23. Sep. 2021                         | Mike Caron        | Nathan Knetchel                      | 122        |
| 22         | 22        | Die Modenschau                | Manlee Men                       | 19. Juni 2021        | 14. Okt. 2021                         | Michael D. Cohen  | Michael D. Cohen & Andrew Thomas     | 125        |
| 23         | 23        | Das Gespenst                  | SW.A.G Is Haunted                | 26. Juni 2021        | 16. Sep. 2021                         | Adam Weissman     | Angela Yarbrough                     | 121        |
| 24         | 24        | Familienlügen                 | Family Lies                      | 3. Juli 2021         | 30. Sep. 2021                         | Evelyn Belasco    | Christopher J. Nowak & Jake Farrow   | 123        |
| 25         | 25        | Erde an Bose                  | Earth to Bose                    | 10. Juli 2021        | 7. Okt. 2021                          | Russ Reinsel      | Samantha Martin                      | 124        |
| 26         | 26        | Heißes Material               | Drive Hard                       | 17. Juli 2021        | 21. Okt. 2021                         | Mike Caron        | Andrew Thomas & Shamar Michael Curry | 126        |

## Staffel 2
Staffel 2 von Danger Force (USA): 23. Oktober 2021 bis zum 7. Juli 2022 – auf Nickelodeon U.S.
Staffel 2 von Danger Force (Deutschland): 26. September 2022 bis zum 14. November 2022 – auf Nick Deutschland
| Nr. (ges.) | Nr. (St.) | Deutscher Titel               | Originaltitel               | Erstausstrahlung USA | Deutschsprachige Erstausstrahlung (D) | Regie                 | Drehbuch                               | Prod. Code |
| ---------- | --------- | ----------------------------- | --------------------------- | -------------------- | ------------------------------------- | --------------------- | -------------------------------------- | ---------- |
| 27         | 1         | Ein falsches Spiel            | An Imposter Among Us        | 23. Okt. 2021        | 26. Sep. 2022                         | Mike Caron            | Christopher J. Nowak                   | 201        |
| 28         | 2         | Der Drex-Faktor               | A Danger Among Us           | 30. Okt. 2021        | 27. Sep. 2022                         | Mike Caron            | Jake Farrow                            | 202        |
| 29         | 3         | Ein Cyborg unter uns          | A Cyborg Among Us           | 6. Nov. 2021         | 28. Sep. 2022                         | Mike Caron            | Andrew Thomas                          | 203        |
| 30         | 4         | Henry ist zurück              | An Henry Among Us           | 13. Nov. 2021        | 29. Sep. 2022                         | Mike Caron            | Christopher J. Nowak                   | 204        |
| 31         | 5         | Das Musikfestival             | Krampapalooza               | 20. Nov. 2021        | 4. Okt. 2022                          | Mike Caron            | Shamar Michael Curry                   | 207        |
| 32         | 6         | Mikas Musical                 | Mika's Musical              | 6. Jan. 2022         | 3. Okt. 2022                          | Mike Caron            | Shukri R. Abdi                         | 206        |
| 33         | 7         | Von Büchern und Buggys        | Dude, Where's My Man Buggy? | 13. Jan. 2022        | 30. Sep. 2022                         | Russ Reinsel          | Nathan Knetchel                        | 205        |
| 34         | 8         | Entkräftet (1)                | Power Problems Part 1       | 20. Jan. 2022        | 7. Okt. 2022                          | Evelyn Belasco        | Adrian McNair                          | 210        |
| 35         | 9         | Entkräftet (2)                | Power Problems Part 2       | 27. Jan. 2022        | 10. Okt. 2022                         | Evelyn Belasco        | Jake Farrow                            | 211        |
| 36         | 10        | Die Klone sind los            | Attack of the Clones        | 3. Feb. 2022         | 11. Okt. 2022                         | Leonard R. Garner Jr. | Jake Farrow                            | 212        |
| 37         | 11        | Flaschendiebe                 | Bottle Snatchers            | 10. Feb. 2022        | 5. Okt. 2022                          | Elvira Ibragimova     | Rachel Wenitsky                        | 208        |
| 38         | 12        | Die Klette                    | The Girl Who Cried Danger   | 17. Feb. 2022        | 6. Okt. 2022                          | Mike Caron            | Dicky Murphy                           | 209        |
| 39         | 13        | Bildung zahlt sich aus        | Bilsky's Billions           | 24. Feb. 2022        | 12. Okt. 2022                         | Leonard R. Garner Jr. | Andrew Thomas                          | 213        |
| 40         | 14        | Ein neuer Bösewicht           | Jack the Clipper            | 3. März 2022         | 13. Okt. 2022                         | Mike Caron            | Nathan Knetchel                        | 214        |
| 41         | 15        | Die Supies                    | The Supies                  | 9. Apr. 2022         | 1. Nov. 2022                          | Mike Caron            | Rachel Wenitsky                        | 217        |
| 42         | 16        | Der Alien-Zoo                 | Alien Zoo                   | 28. Apr. 2022        | 14. Okt. 2022                         | Evelyn Belasco        | Shukri R. Abdi                         | 215        |
| 43         | 17        | Gehen wir ins Kino            | Let's Go to the Movies!     | 5. Mai 2022          | 17. Okt. 2022                         | Mike Caron            | Shamar Michael Curry                   | 216        |
| 44         | 18        | Der Mitbewohner               | Minyak Attack               | 12. Mai 2022         | 2. Nov. 2022                          | Mike Caron            | Dicky Murphy                           | 218        |
| 45         | 19        | Der Straßenkampf              | Street Fightin              | 19. Mai 2022         | 3. Nov. 2023                          | Evelyn Belasco        | Angela Yarbrough                       | 219        |
| 46         | 20        | Chapas Handy                  | Chapa's Phone Home          | 26. Mai 2022         | 4. Nov. 2022                          | Michael D. Cohen      | Adrian McNair                          | 220        |
| 47         | 21        | Onkel Hambone                 | Uncle Hambone               | 9. Juni 2022         | 7. Nov. 2022                          | Evelyn Belasco        | Marquita Brookins & Megan Kingsbury    | 221        |
| 48         | 22        | Der Schulwechsel              | New School Who Dis?         | 16. Juni 2022        | 8. Nov. 2022                          | Russ Reinsel          | Andrew Thomas                          | 222        |
| 49         | 23        | Normale Helden                | Class Action Heroes         | 23. Juni 2022        | 9. Nov. 2022                          | Adam Weissman         | Nathan Knetchel & Shukri R. Abdi       | 223        |
| 50         | 24        | Die Hochzeit des Jahrhunderts | Wedding of the Trentury     | 30. Juni 2022        | 10. Nov. 2022                         | Evelyn Belasco        | Shamar Michael Curry & Rachel Wenitsky | 224        |
| 51         | 25        | Das Trojanische Pferd (1)     | Unmasked Part 1             | 7. Juli 2022         | 11. Nov. 2022                         | Mike Caron            | Dicky Murphy & Adrian McNair           | 225        |
| 52         | 26        | Das Trojanische Pferd (2)     | Unmasked Part 2             | 7. Juli 2022         | 14. Nov. 2022                         | Mike Caron            | Jake Farrow                            | 226        |

## Staffel 3
Staffel 3 von Danger Force (USA): 20. April 2023 bis zum 21. Februar 2024 – auf Nickelodeon U.S.

Staffel 3 von Danger Force (Deutschland): 7. Mai 2023 bis zum 12. März 2024 – auf Nick Deutschland.
| Nr. (ges.) | Nr. (St.) | Deutscher Titel                    | Originaltitel                | Erstausstrahlung USA | Deutschsprachige Erstausstrahlung (D) | Regie                 | Drehbuch                            | Prod. Code |
| ---------- | --------- | ---------------------------------- | ---------------------------- | -------------------- | ------------------------------------- | --------------------- | ----------------------------------- | ---------- |
| 53         | 1         | Danger Force kehrt zurück (1)      | The Force Returns Part 1     | 20. Apr. 2023        | 7. Mai 2023                           | Mike Caron            | Christopher J. Nowak                | 301        |
| 54         | 2         | Danger Force kehrt zurück (2)      | The Force Returns Part 2     | 27. Apr. 2023        | 14. Mai 2023                          | Mike Caron            | Jake Farrow                         | 302        |
| 55         | 3         | Der Neue                           | Big Dynomite                 | 4. Mai 2023          | 21. Mai 2023                          | Leonard R. Garner Jr. | Samantha Martin                     | 303        |
| 56         | 4         | Die Beschützer des Pferdeschwanzes | Guardians of the Ponytail    | 11. Mai 2023         | 28. Mai 2023                          | Leonard R. Garner Jr. | Nathan Knetchel                     | 304        |
| 57         | 5         | Miles verkauft seine Seele         | Miles Sells His Soul         | 18. Mai 2023         | 4. Juni 2023                          | Leonard R. Garner Jr. | Shamar Michael Curry                | 305        |
| 58         | 6         | Das Riesenmelonenfest              | SwellMelonFest               | 25. Mai 2023         | 11. Juni 2023                         | Evelyn Belasco        | Sam Becker                          | 306        |
| 59         | 7         | Hey, Wo ist Schwoz?                | Hey, Where's Schwoz?         | 17. Aug. 2023        | 18. Juni 2023                         | Jace Norman           | Nick Dossman                        | 307        |
| 60         | 8         | Dummi-Force                        | Dumber Force                 | 24. Jan. 2024        | 5. März 2024                          | Michael D. Cohen      | Marquita Brookins & Megan Kingsbury | 308        |
| 61         | 9         | Geht da nicht rein!                | Don't Go In There!           | 31. Jan. 2024        | 6. März 2024                          | Evelyn Belasco        | Emma Samocki & Crystal Yniquez      | 309        |
| 62         | 10        | Boses Geburtstagsparty             | Bose's Birthday Party        | 7. Feb. 2024         | 7. März 2024                          | Adam Weissman         | Nathan Knetchel                     | 310        |
| 63         | 11        | Ray verzeiht                       | Ray Forgives                 | 14. Feb. 2024        | 8. März 2024                          | Elvira Ibragimova     | Sam Becker                          | 311        |
| 64         | 12        | Das Kometenmonster                 | The Battle For Swellview (1) | 21. Feb. 2024        | 11. März 2024                         | Mike Caron            | Jake Farrow                         | 312        |
| 65         | 13        | Kampf um Swellview                 | The Battle For Swellview (2) | 21. Feb. 2024        | 12. März 2024                         | Mike Caron            | Christopher J. Nowak                | 313        |

## Shorts
Shorts von Danger Force(USA): 8. August 2020 bis zum 5. September 2020 – auf Nickelodeon U.S. 
| Nr. (ges.) | Nr. (St.) | Deutscher Titel | Originaltitel                | Erstausstrahlung USA | Deutschsprachige Erstausstrahlung (D) | Prod. Code |
| ---------- | --------- | --------------- | ---------------------------- | -------------------- | ------------------------------------- | ---------- |
| 1          | 1         | —               | Secrets Revealed!            | 8. Aug. 2020         | —                                     | 001        |
| 2          | 2         | —               | Danger Force Troll Smackdown | 15. Aug. 2020        | —                                     | 002        |
| 3          | 3         | —               | Leaked Video Pt. 1           | 22. Aug. 2020        | —                                     | 003        |
| 4          | 4         | —               | Leaked Video Pt. 2           | 29. Aug. 2020        | —                                     | 004        |
| 5          | 5         | —               | Prank War                    | 5. Sep. 2020         | —                                     | 005        |